# إشتفان كوفاتش (مصارع رياضي)
إشتفان كوفاتش (بالمجرية: Kovács István)‏ هو مصارع رياضي مجري، ولد في 27 يونيو 1950 في Nádudvar ‏ في المجر.

## وصلات خارجية
- إشتفان كوفاتش على موقع قاعدة بيانات المصارعة الدولية (الإنجليزية)
- إشتفان كوفاتش على موقع أوليمبيديا (الإنجليزية)